# أندريس فيسنتي غوميز
أندريس فيسنتي غوميز (بالإسبانية: Andrés Vicente Gómez)‏ هو منتج أفلام إسباني، ولد في 16 سبتمبر 1943 في مدريد في إسبانيا.

## وصلات خارجية
- أندريس فيسنتي غوميز على موقع IMDb (الإنجليزية)
- أندريس فيسنتي غوميز على موقع قاعدة بيانات الفيلم (الإنجليزية)